# DL/I
Data Language/1 (ディー・エル・ワン。DL/I, DL/1)は、IBMの階層型データベースに対する照会言語、または同名のデータベース管理システムである。

## 呼称
「DL/I」または「DL/1」と記載される。IBMの製品マニュアル等では「DL/I」が多い。「PL/I」(ピー・エル・ワン。同時代のIBMのプログラミング言語)と同じネーミングである。

## 特徴
階層型データベースのアクセス言語としての「DL/I」は、以下のコマンドがあり、製品にもよるがCOBOL、PL/I、C、System/390のアセンブリ言語などから発行できる。
- GU(Get Unique)
- GN(Get Next)
- ISRT(Insert)
- DELT(Delete)
- REPL(Replace)
- その他(GNP、GHU、GHN、GHNP、PURGなど)

### 長所
- 階層型データベース自身の特徴として、大規模データベースでも、高速で容量が少なく見積もり精度が高い
- レコード単位の読み書きのため、レコードを扱うプログラミングが容易(SQLのような表のカーソル操作は不要)

### 短所
- 専用のスキルが必要(現在は階層型データベース自体が少なく、照会言語もSQLのように標準化はされていない)
- レコードの絞込みはアプリケーションで行う必要がある(SQLでのWHEREに相当する機能が弱い)

## 製品
DL/Iは、以下の階層型データベース管理システム (DBMS) で使用されている。
- IMS-DB (z/OS用)
- DL/I VSE (z/VSE用)